# Alucita pterochroma
Alucita pterochroma är en fjärilsart som beskrevs av Clarke 1986. Alucita pterochroma ingår i släktet Alucita och familjen mångfliksmott, (Alucitidae). Inga underarter finns listade i Catalogue of Life.